# Dvorský les
Dvorský les (niem. Hoflbusch, 1036 m n.p.m.) – szczyt w Karkonoszach w obrębie masywu Rýchory, będącego przedłużeniem ku południowi Lasockiego Grzbietu.

## Opis
Dvorský les położony jest w środkowej Rýchor. Na północnym zachodzie łączy się ze szczytm Mravenečník, a na północy z kulminacją Mravenečník. Ku południowemu zachodowi i ku południowemu wschodowi odchodzą boczne grzbiety. W pierwszym z nich znajduje się kulminacja Bartův les, a w drugim, zaznacza się wzniesienie Kámen.

## Wody
Masyw odwadniany jest przez lewe dopływy Úpy, z których największa jest Ličná.

## Roślinność
Wierzchołek i stoki porośnięte lasami, z przewagą świerka. Na części południowo-zachodnich zboczy rozciągają się łąki.

## Ochrona przyrody
Cały masyw leży w obrębie czeskiego Karkonoskiego Parku Narodowego (Krkonošský národní park, KRNAP).

## Turystyka
Przez szczyt prowadzi szlak turystyczny:
- czerwony szlak z Trutnova na Przełęcz Okraj (Pomezní Boudy) – Cesta bratří Čapků

Północno-wschodnim zboczem biegnie:
- krótki, łącznikowy   żółty szlak

Na grzbiecie i północno-wschodnich zboczach znajduje się kilka lekkich schronów - rzopików.